# Atylidae
Atylidae är en familj av kräftdjur. Atylidae ingår i ordningen märlkräftor, klassen storkräftor, fylumet leddjur och riket djur.

## Bildgalleri

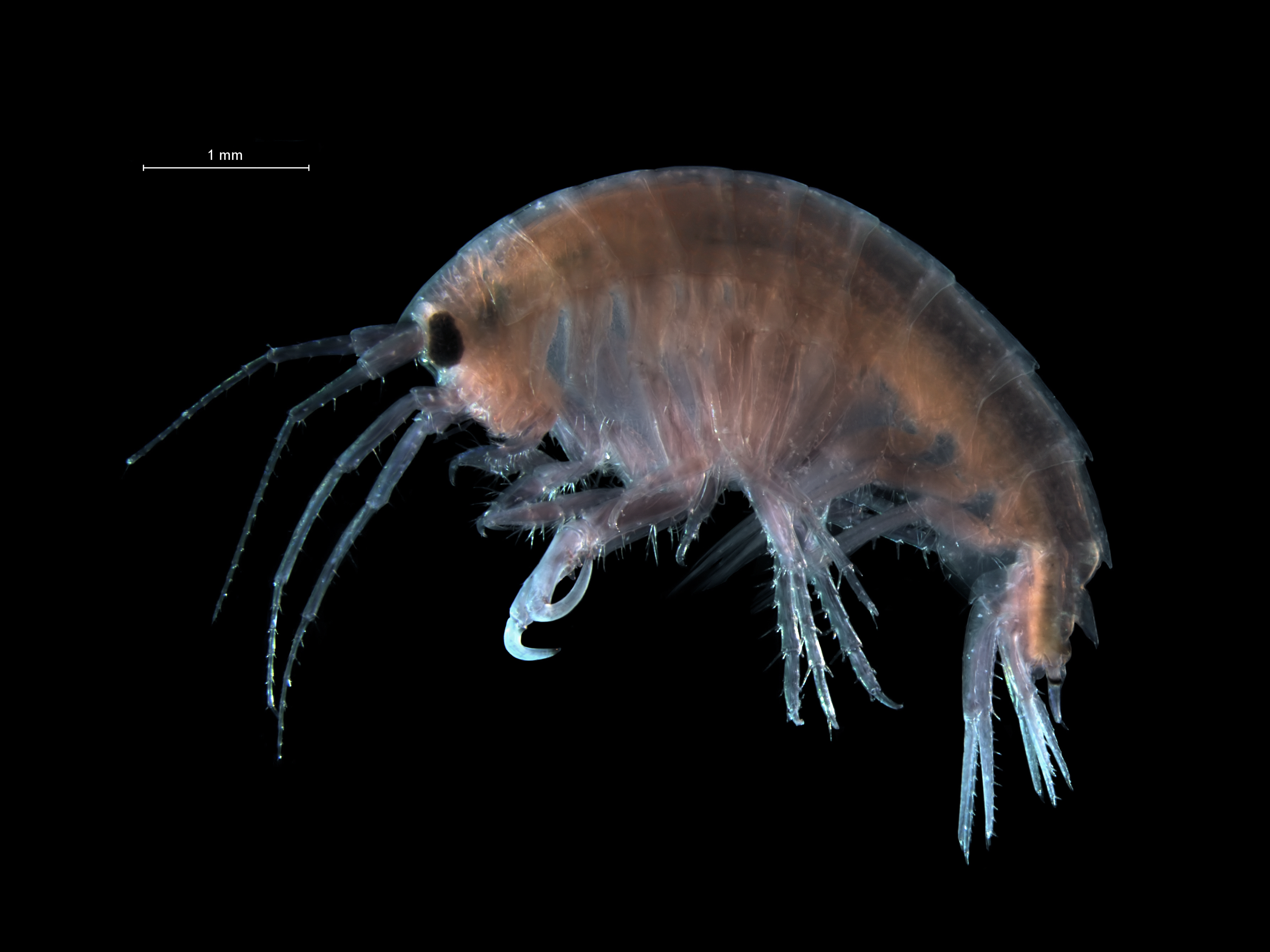
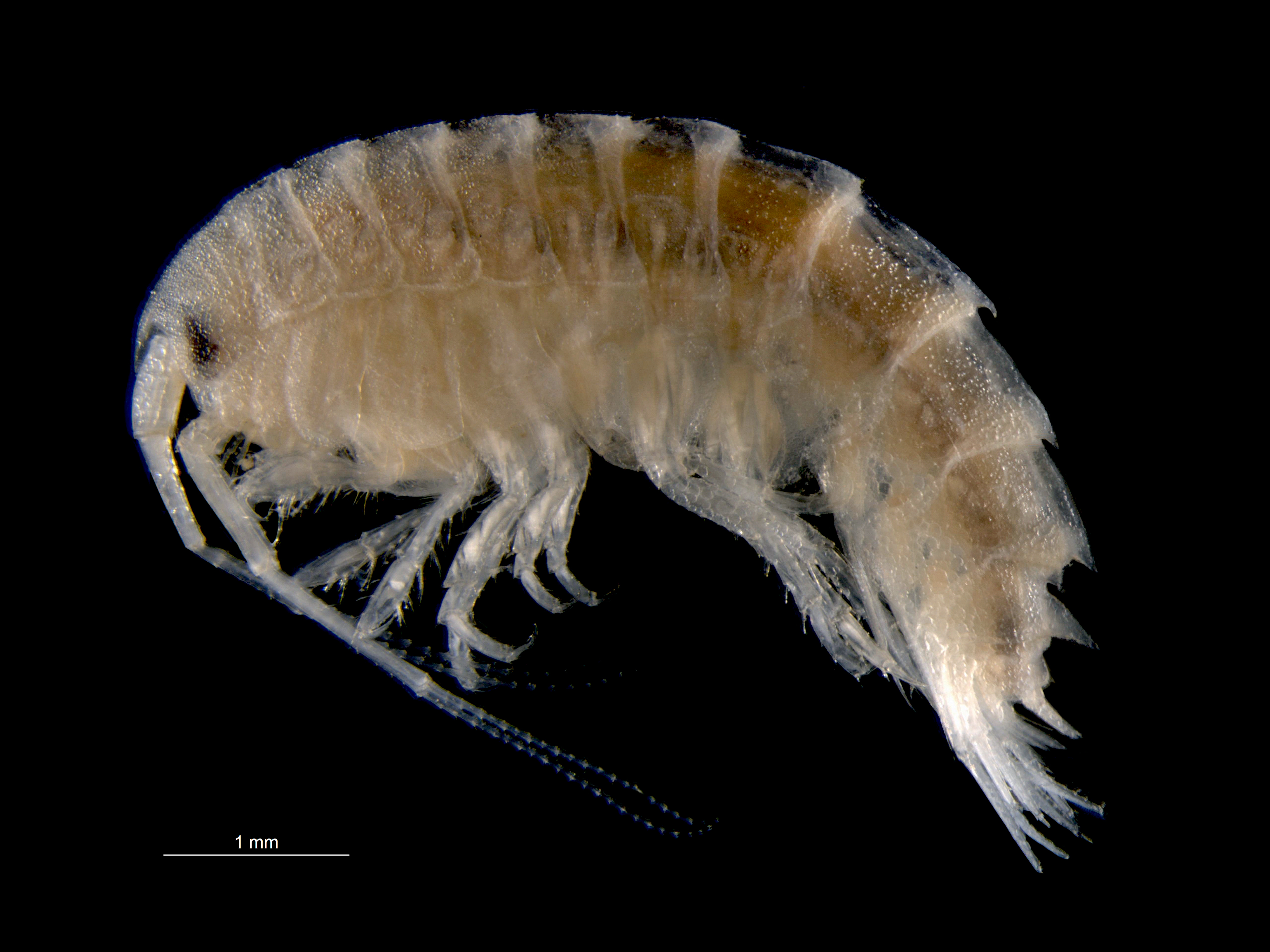
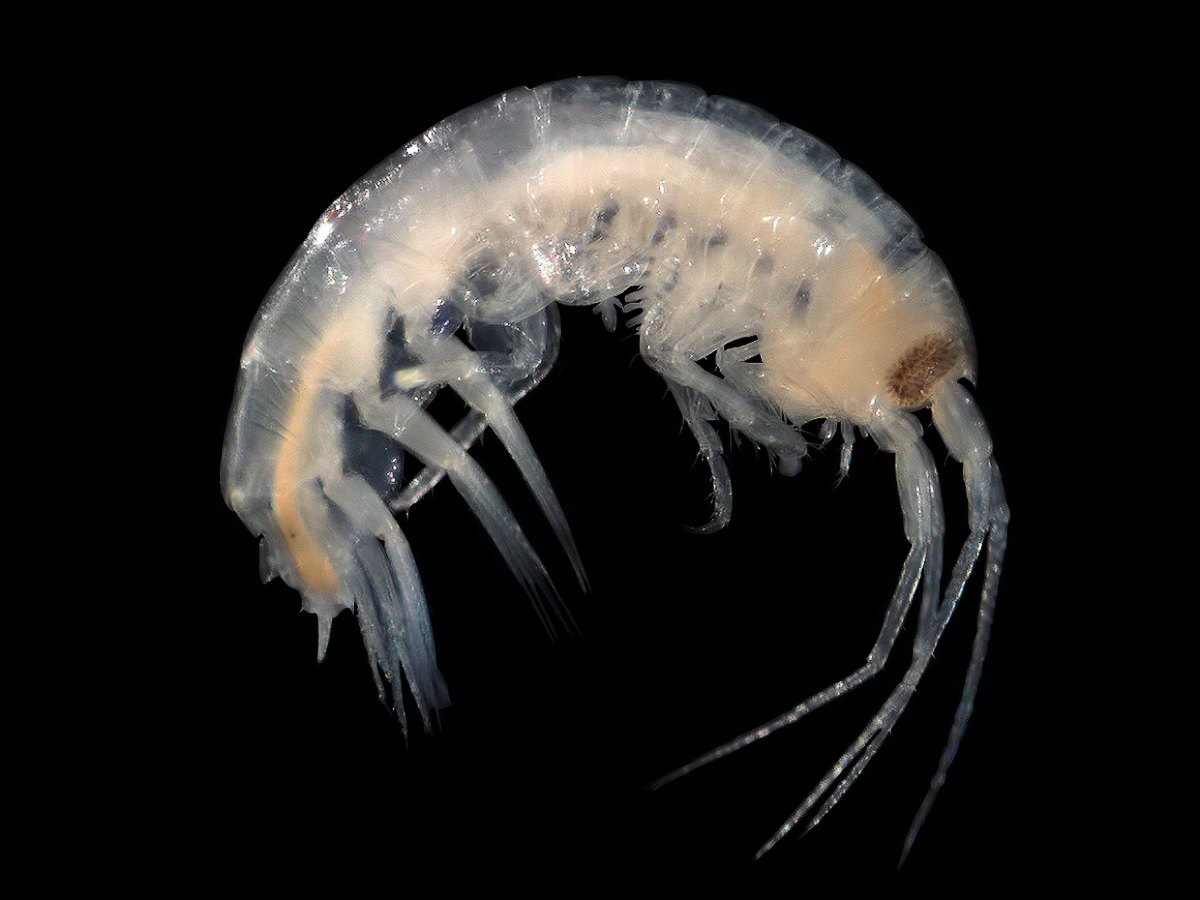